# Miscophus spurius
Miscophus spurius (лат.) — вид песочных ос рода Miscophus из подсемейства Crabroninae (триба Miscophini).

## Распространение
Палеарктика. Центральная и Северная Европа.
Россия (включая европейскую часть, Урал, Сибирь и Дальний Восток), Северная Африка и Казахстан.

## Описание
Длина тела около 4,2—6,5 мм. Основная окраска тела чёрная. Тергиты заметно блестящие, с рассеянной пунктировкой, точки крупнее, чем у других видов, около 1,0—1,5 диаметров друг от друга; к апикальному краю пунктировка более редкая; апикальные впадины с немногими точками и с небольшой апикальной импунктацией. Скутум редко пунктирован, пунктуры крупные, но плохо выражены, промежутки мелко микроскульптурированы. Апикальный переднебазитарзальный шип у большинства экземпляров примерно такой же длины, как и тарзомер II. Лоб слегка выпуклый. Нижняя часть мезоплевр пунктирована или микроскульптурирована. Эпискробальная область мезоплевр, по крайней мере, в передней части, с некоторыми пунктурами и отделена от нижней части мезоплевр отчётливой припухлостью. Дорс проподеума отличается, у большинства экземпляров менее блестящий и с более неравномерной полосатостью. Апикальный клипеальный край разделён на три части.

## Таксономия
Вид был впервые описан в 1832 году шведским энтомологом Андерсом Густавом Дальбомом по типовым материалам из Европы. Включён в состав группы видов M. bicolor, которая характеризуется следующими признаками: проподеальная поверхность и бока бороздчатые или сотовые, скульптурные, с блестящими промежутками; скапус у большинства видов чёрный.